# Johann Kleych
Johann Kleych (* 14. November 1723 in Zittau; † 17. April 1801 ebenda) war ein deutscher evangelischer Geistlicher und fünfter Pfarrer der Kirchgemeinde der sächsischen Kleinstadt Neu-Salza.

## Leben
Der 1723 in Zittau geborene Johann Kleych war der Sohn eines böhmischen Exulanten-Ehepaares. In der Sechsstadt Zittau – seit Einsetzen der Gegenreformation ein sächsisches Zentrum für die Aufnahme von Exulanten aus Böhmen, Mähren, Ungarn und Schlesien – hatte sich das Elternpaar nach der Flucht aus der böhmischen Heimat eine neue Existenz aufbauen können. Da Kleychs Eltern Protestanten waren, erfolgte die Erziehung des Jungen ebenfalls evangelisch. Das waren die Voraussetzungen dafür, dass Johann Kleych nach Jugend- und Schulzeit in Zittau eine geistliche Ausbildung erhalten konnte, die ihn befähigte, später nach der Ordination als evangelischer Geistlicher zu wirken und als Pfarrer einem eigenen Kirchspiel vorzustehen.
Als nach dem Ableben des Pfarrers Christoph Gottlob Richter die Pfarrstelle der Dreifaltigkeitskirche Neusalza 1751 vakant wurde, weil sich kein geeigneter zweisprachiger Kandidat fand, sahen sich das Oberkonsistorium in Dresden und der damalige Grundherr und Kirchenpatron von Spremberg und Neusalza, Carl Gotthelf Graf von Hoym, gemeinsam in der Pflicht. Den geeigneten kirchlichen Amtsnachfolger für das grenzüberschreitende, deutsch-tschechische Kirchspiel Neusalza fanden beide schließlich in der Person von Johann Kleych. Im Verlauf des Jahres 1752 wurde Kleych im Beisein des Superintendenten Klötzel in sein Predigeramt an der Kirche Zur Heiligen Dreifaltigkeit in Neusalza eingeführt.

## Wirken
Während seiner Amtszeit in Neusalza, die bis 1798 währte, erfolgte von 1769 bis 1770 der Bau des massiven Kirchturms, der den alten hölzernen Dachreiter ablöste, in seiner heutigen Gestalt. Der tatkräftige Pastor Kleych wurde der Initiator und sozusagen der Bauherr des Turmbaus. Nach Überwinden vieler bürokratischer Hindernisse und zäher Auseinandersetzungen mit dem nachfolgenden Grundherrn und Kirchenpatron von Spremberg und Neusalza, dem kurfürstlich-sächsischen Hausmarschall Peter August von Schönberg, setzte er den Bauablauf zügig durch, so dass die Einweihung des neuen Turmes bereits am 23. September 1770 anlässlich des 100. Stadtjubiläums erfolgen konnte.
Johann Kleych war mit 46 Dienstjahren der am längsten wirkende Seelsorger an der Neusalzaer Kirche und zugleich der vorletzte Geistliche, der in Tschechisch und Deutsch predigte. Er offenbarte neben seinen seelsorgerischen Pflichten ein starkes soziales Engagement, indem er mittellose Studenten finanziell förderte. „Studierende, welche den Namen Kleych führen, in deren Ermangelung aber andere arme Studenten, welche das Gymnasium zu Zittau besucht haben, genießen ein Stipendium, dessen Stifter, Herr Johann Kleych, Pfarrer zu Neusalza … war und welches durch Deputation der milden Stiftungen zu Zittau vergeben wird.“ Sein Bildnis befindet sich in der ehemaligen Exulantenkirche. Die Nachfolge von Johann Kleych, der 1798 nach Zittau zurückkehrte, trat Johann August Knaut an, der letzte der zweisprachig predigenden Neusalzaer Geistlichen.